# Solenostomus cyanopterus
Solenostomus cyanopterus — риба родини Solenostomidae. Зустрічається у Індо-Пацифіці: від східної Африки і Червоного моря до Фіджі, на північ до південної Японії, на південь до Австралії. Морська тропічна рифова риба, сягає максимальної довжини 17 см. Живе на глибина до 25 м.